# Shark Jaws
Shark Jaws – automat do gry jednoosobowej zaprojektowany przez Atari, wydany w 1975 roku. Uważany jest za pierwszą komercyjną adaptację filmu w historii gier komputerowych i pierwszą grę, w której zastosowano animację postaci. Sprzedał się w kilku tysiącach egzemplarzy.
Rozgrywka, polegająca na sterowaniu nurkiem łowiącym ryby i unikaniu ataków rekina ludojada, miała nawiązywać do wyreżyserowanego w tym samym roku blockbustera Szczęki. Nolan Bushnell, jeden z założycieli firmy Atari, nie uzyskawszy praw do stworzenia gry na podstawie filmu, założył spółkę Horror Games i formalnie to ona była wydawcą gry. Chciał w ten sposób uchronić Atari przed możliwym procesem ze strony Universal Studios, do którego ostatecznie nie doszło. Czcionka użyta do dekoracji automatu przypominała tę z materiałów promocyjnych filmu, a słowo „Jaws” (ang. „Szczęki”) w tytule zapisano dużo większą czcionką niż „Shark”.
Część sprzętowa automatu została zapożyczona z wcześniejszej konstrukcji Atari, gry Tank. Do sterowania wykorzystano dżojstik i przycisk start. Automat ozdobiono rekinami pływającymi wokół nurka. Gra pojawiła się w filmie Pirania.